# Amegilla potanini
Amegilla potanini är en biart som först beskrevs av Morawitz 1890.  Amegilla potanini ingår i släktet Amegilla och familjen långtungebin. Inga underarter finns listade i Catalogue of Life.